# 梁台古文化遗址
梁台古文化遗址，是江苏省南京市的一处新石器时代古遗址，位于江宁区湖熟镇，1982年入选南京市文物保护单位。1951年，南京博物院组织考古队对包括梁台在内的多处湖熟文化遗址进行了初步考古发掘，梁台是发掘最早、发现文物遗存最多的湖熟文化遗址之一，曾发现石锛、陶纺轮、陶网坠、陶垫。